# يوكا يامازاكي
يوكا يامازاكي (山崎 由加) (29 يونيو 1980 في طوكيو في اليابان – )؛ هي لاعبة كرة قدم كانت تلعب كمدافع. ولعبت مع منتخب اليابان لكرة القدم للسيدات.